# Svetlogorsk (Kaliningrado)
Svetlogorsk (en ruso: Светлогорск), conocida de manera oficial hasta 1944 como Rauschen (en alemán: Rauschen; en lituano: Raušiai, en polaco: Ruszowice), es una ciudad en la orilla del mar Báltico, que forma parte y es el centro administrativo del distrito de Svetlogorsk en el óblast de Kaliningrado, Rusia. La población de la ciudad es de 10.772 según el censo de 2010.

## Geografía
Svetlogorsk está ubicada en la costa del mar Báltico de la península de Sambia, a 39 km al noroeste de Kaliningrado.

### Clima
En condiciones climáticas, la influencia del mar es pronunciada. La temperatura media mensual en enero (el mes más frío) es -2,7 °C, en julio (el mes más cálido) 16,7 °C; y la temperatura media anual del aire es de 6,8 °C.
En la parte costera del mar Báltico, la temperatura del agua alcanza su punto máximo en agosto, la temperatura media superficial del agua es de 18 °C. Las playas son arenosas. 

## Historia
Svetlogorsk está situado en la región histórica de Sambia de Prusia. Se estableció en 1258 como un asentamiento de pescadores sambianos llamado Ruse-moter (lit. región de bodegas). La Orden Teutónica que conquistó la tierra gradualmente corrompió el nombre a Rause-moter, Raushe-moter y finalmente Rauschen. Los hermanos de la Orden establecieron una nueva dirección para la vida del pueblo: bloquearon el arroyo Katzenbach, que desemboca en el lago, e instalaron un molino en el arroyo. A partir de ese momento, el lago pasó a ser conocido como Mühlen-taich ("estanque del molino"), y el negocio del molino se convirtió en el principal para los habitantes del pueblo. Durante la época de la Orden fue el molino más grande de Sambia. En 1454, el rey Casimiro IV Jagellón incorporó la región al reino de Polonia a petición de la Confederación Prusiana antiteutónica. Después de la subsiguiente Guerra de los Trece Años (1454-1466), el asentamiento pasó a formar parte de Polonia como feudo en poder de la Orden Teutónica hasta 1525, y luego de la secular ducado de Prusia. Desde el siglo XVIII formó parte del reino de Prusia.

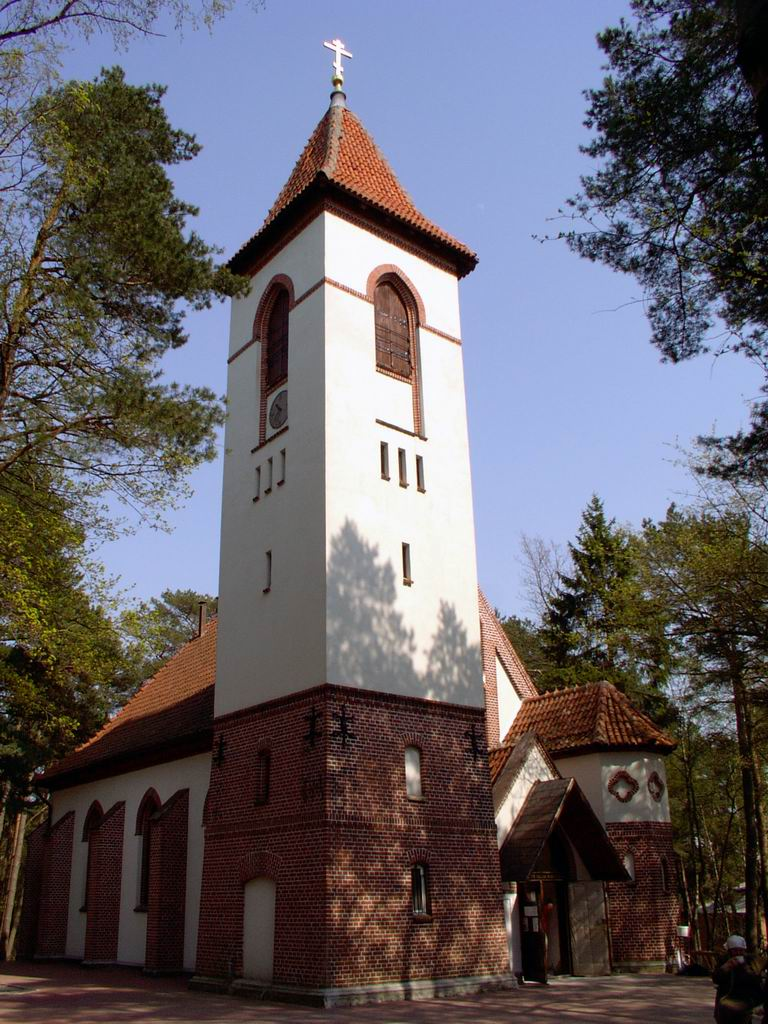
Iglesia de Svetlogorsk

A principios del siglo XIX, el lugar se puso de moda entre los vacacionistas alemanes. Dado que el acceso al mar estaba obstaculizado por una duna de arena, los pintorescos rincones del lago eran el lugar de residencia y recreo. Se abrió una taberna cerca del molino, se construyeron nuevas villas y pensiones. El 24 de junio de 1820 fue reconocida oficialmente como ciudad balneario. Durante su visita a Rauschen en 1840, el rey Federico Guillermo IV de Prusia ordenó embellecer el terraplén del mar. A partir de 1871, formó parte del Imperio alemán. La popularidad de la ciudad como centro turístico creció significativamente desde 1900, cuando se construyó un ferrocarril desde Königsberg hasta la estación de Rauschen/Orth, que se extendió en 1906 hasta la estación de Rauschen/Dune. Los trenes ahora podían conducir más cerca del mar y el complejo se volvió mucho más accesible para muchos residentes de Königsberg. El hipódromo abierto en Rauschen por la sociedad ecuestre desempeñó un papel positivo tanto en el desarrollo del complejo como en la atracción de turistas. La ciudad comenzó a dividirse en dos partes: la inferior, cerca del lago, y la superior (40–50 m más alta) junto al mar. El pueblo superior estaba ubicado aproximadamente a una altitud de hasta 60 m sobre el nivel del mar, por lo que un evento agradable en su vida fue la apertura en 1912 de un funicular, un ferrocarril inclinado de 90 metros para llevar a los turistas al mar y regresar. La disposición del resort no podía prescindir de la disposición de las zonas de playa. En 1908, se construyó una plataforma de paseo marítimo de madera sobre pilotes en la orilla del mar, varios descensos serpenteantes conducían a él. Algunas de las celebridades que se hospedaron allí fueron Otto Nicolai, Wilhelm von Humboldt, Käthe Kollwitz y Thomas Mann. En los primeros años del siglo XX, los particulares iniciaron una intensa construcción de casas de campo, villas, pensiones en Rauschen, especialmente en la parte superior de la localidad.
El 14 de abril de 1945, Rauschen fue conquistada por la Unión Soviética en el transcurso de la Segunda Guerra Mundial. Se convirtió en parte del óblast de Kaliningrado y el 17 de junio de 1947 recibió su nombre actual.
El 16 de mayo de 1972, un avión de transporte militar soviético del tipo Antonov An-24T chocó contra un árbol en el acantilado y se estrelló 200 metros más allá sobre un jardín de infancia, que también se incendió debido al escape de combustible de aviación. En el accidente murieron 35 personas, incluidos 24 niños de entre dos y siete años, tres empleados de guardería y los ocho pasajeros del avión. Las causas del accidente no han sido esclarecidas más allá de toda duda hasta el día de hoy.
Hoy en día, es una ciudad turística de veraneo moderadamente popular gracias a su playa y muchos spas, clubes y atracciones. Svetlogorsk tiene el patrimonio y la arquitectura alemana mejor conservados entre las antiguas ciudades soviéticas que alguna vez fueron prusianas y sobrevivieron a la destrucción de Konigsberg y otros asentamientos de la Segunda Guerra Mundial.

## Demografía
En el pasado la mayoría de la población estaba compuesta por alemanes, pero tras el fin de la Segunda Guerra Mundial fueron expulsados a Alemania y se repobló con rusos. Según el censo de 2010 el 88,9% de la población son rusos, 3,6% de bielorrusos, 3,2% de ucranianos, el 0,5% de lituanos, el 0,4% son armenios y el 0,4% alemanes
| Gráfica de evolución de Svetlogorsk entre 1910 y 2010 |
|                                                       |

## Economía
La base económica del municipio es el tratamiento balneario de sanatorios y complejos de turismo y recreación. Decenas de sanatorios, casas de descanso, hoteles, bases turísticas, campings y campamentos de recreación infantil son visitados por cientos de miles de vacacionistas cada año. 

## Infraestructura

### Arquitectura y monumentos

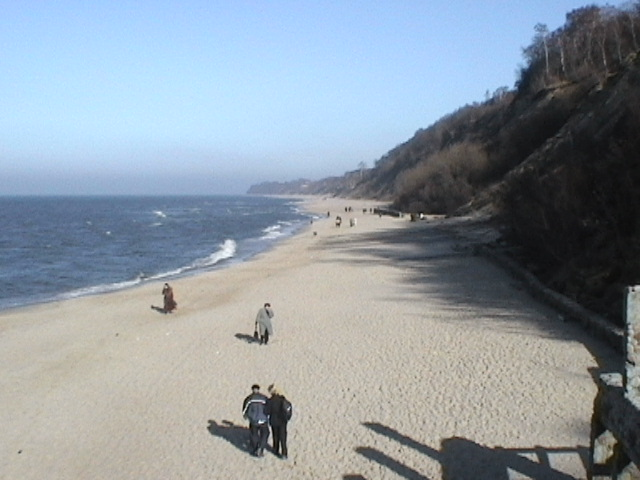
Playa de Svetlogorsk

En Svetlogorsk, se ha conservado una extensa estructura de edificios del siglo XIX y principios del XX, especialmente en el estilo de la arquitectura balnearia del Báltico, que caracteriza el paisaje urbano junto con villas y hoteles de vacaciones de nueva construcción. El símbolo de la ciudad es una torre de agua de la época alemana, que hoy alberga un baño caliente junto con el edificio vecino. La torre de agua está decorada con el distintivo reloj de sol del artista de Svetlogorsk Nikolai Frolov. El baño caliente con la torre característica fue representado en un sello de 16 kopeks en 1967. A más tardar desde este año, Svetlogorsk es conocida como la "Sochi del Norte" y es un balneario popular en Rusia. La atracción principal es y sigue siendo la playa de arena del Mar Báltico, que ha atraído a la ciudad a corrientes de turistas y huéspedes del spa desde el siglo XIX. Varias decenas de miles de visitantes visitan la playa de Svetlogorsk todos los días y alrededor de 70.000 huéspedes visitan cada año una de las instalaciones de spa de la ciudad. Las casas de spa más grandes incluyen Yantarni Bereg, el sanatorio militar (antigua Kurhaus) y el "Svetlogorsk" (antiguo Hotel Hartmann).
En Svetlogorsk hay un museo de arte con esculturas del escultor alemán Hermann Brachert, desde el cual también se pueden ver varias esculturas grandes al aire libre en el lugar. Además, en el municipio, 135 edificios son reconocidos como monumentos arquitectónicos.
La principal iglesia en Svetlogorsk es la iglesia de San Serafín de Sarov (anteriormente conocida como iglesia de Rauschen), un templo que hoy es ortodoxo ruso pero que fue construida en 1907 como iglesia protestante según los planos de Otto Walter Kuckuck. También hay una iglesia conmemorativa del accidente aéreo de 1972. Otras antiguas capillas se utilizan con otros fines culturales como la antigua iglesia católica construida en 1930-1931 y que cuenta con el tercer órgano más grande de la región de Kaliningrado;  o la antigua capilla bautista de 1905, que hoy en día es la sala de conciertos de la escuela de arte para niños.

### Cultura
En 2008 se decidió construir un nuevo teatro en Svetlogorsk, que tendrá 1600 asientos. La construcción comenzó en 2009 pero se paralizó un año después debido a la crisis financiera y económica mundial. Los trabajos de construcción se reanudaron en octubre de 2012 y la primera sala se completó en junio de 2015.

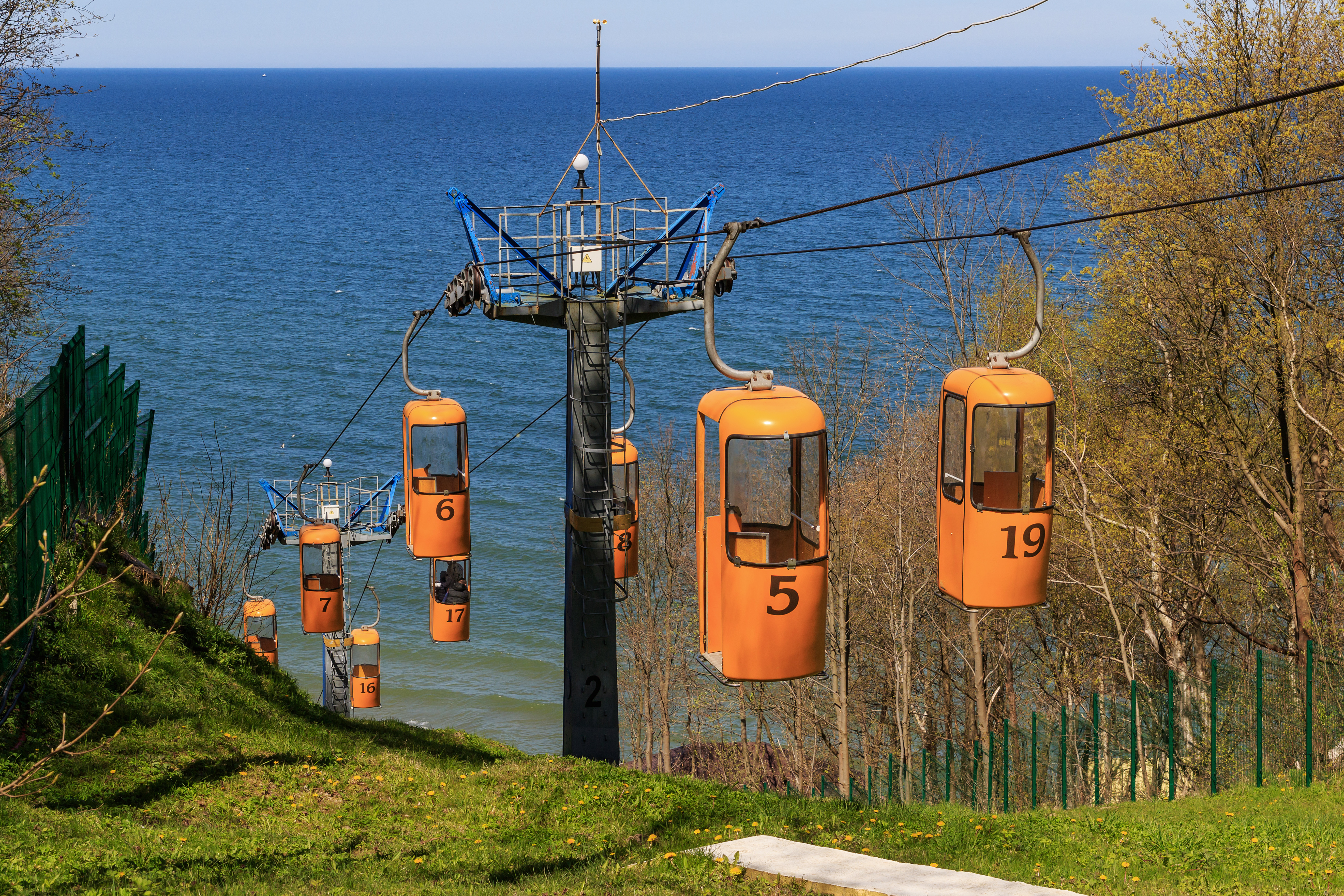
Teleférico de Svetlogorsk

### Transporte
Svetlogorsk está conectado directamente con Kaliningrado por el ferrocarril Kaliningrado-Svetlogorsk. También hay una conexión indirecta a través de Zelenogradsk a través del ferrocarril Kaliningrado-Zelenogradsk-Primorsk.Hay dos estaciones de tren: Svetlogorsk I (anteriormente Rauschen-Ort) es la estación principal del pueblo y Svetlogorsk II (antes Rauschen-Düne) es una terminal especialmente diseñada para bañistas con acceso directo a la playa.
Desde 1910 hay teleféricos municipales desde el pueblo hasta la playa. Después del desmantelamiento, se construyó el nuevo teleférico en la época soviética. Este también estuvo fuera de servicio durante algunos años y se renovó en 2014.
Además, cuando se desmanteló el teleférico, se construyó una voluminosa torre de ascensores, que luego fue demolida.